# Synagoge (Sierck-les-Bains)

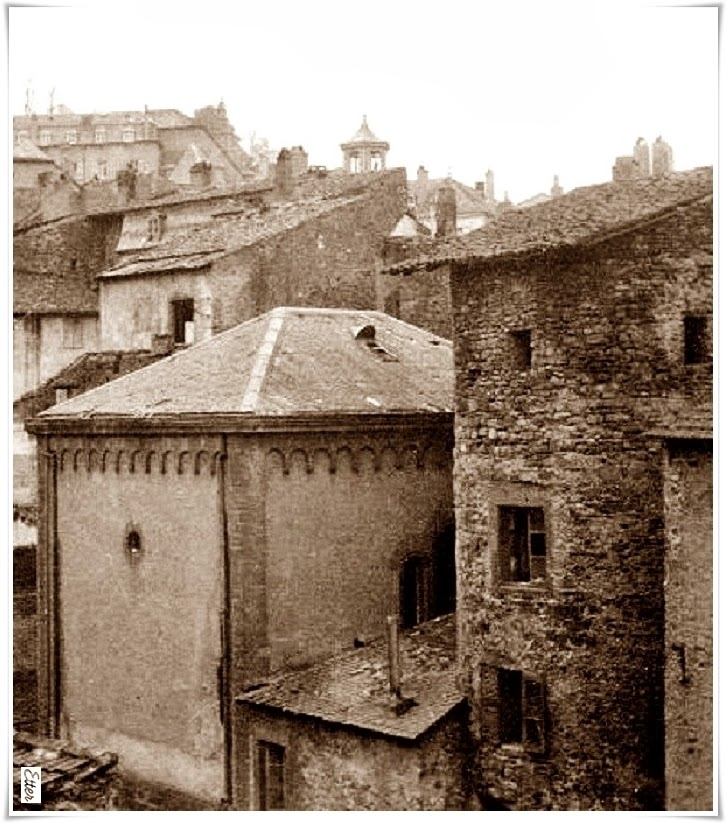
Zerstörte Synagoge in Sierck-les-Bains

Die Synagoge in Sierck-les-Bains, einer französischen Gemeinde im Département Moselle in Lothringen, wurde im 19. Jahrhundert errichtet und 1940 zerstört.
Die Synagoge wurde von der Jüdischen Gemeinde Sierck-les-Bains in den 1880er Jahren letztmals renoviert und danach für Gottesdienste nur noch selten benutzt, da die meisten jüdischen Familien inzwischen in größere Städte wie Metz oder Thionville abgewandert waren.
Das Synagogengebäude wurde während der deutschen Besatzung im Zweiten Weltkrieg zerstört.